# Lilla Stenträsket
Lilla Stenträsket är en sjö i Överkalix kommun i Norrbotten och ingår i Sangisälvens huvudavrinningsområde. Sjön har en area på 0,218 kvadratkilometer och ligger 119,1 meter över havet.

## Delavrinningsområde
Lilla Stenträsket ingår i det delavrinningsområde (737388-183044) som SMHI kallar för Utloppet av Miekojärvi. Medelhöjden är 120 meter över havet och ytan är 68 kvadratkilometer. Räknas de 14 avrinningsområdena uppströms in blir den ackumulerade arean 314,57 kvadratkilometer. Avrinningsområdets utflöde Sangisälven (Raitajoki) mynnar i havet. Avrinningsområdet består mestadels av skog (54 procent) och sankmarker (13 procent). Avrinningsområdet har 17,77 kvadratkilometer vattenytor vilket ger det en sjöprocent på 26,1 procent.